# Mingo Bile
Régio Francisco Congo Zalata (sinh ngày 15 tháng 6 năm 1987 ở Benguela), hay Mingo Bile là một hậu vệ bóng đá người Angola hiện tại thi đấu cho Primeiro de Agosto.

## Sự nghiệp câu lạc bộ
Mingo Bile khởi đầu sự nghiệp tại Primeiro de Agosto năm 2003. Năm 2006, anh chuyển đến Desportivo da Huíla để thi đấu nhiều hơn, trước khi trở lại Primeiro de Agosto năm 2008. Màn trình diễn tốt giúp anh được triệu tập quốc tế năm 2010.

## Sự nghiệp quốc tế
Dani Massunguna lần đầu được triệu tập vào đội tuyển quốc gia năm 2010 và có 6 lần ra sân.